# Radike Samo
Radike Samo (ur. 9 lipca 1976 w Nadi na Fidżi) – australijski rugbysta fidżyjskiego pochodzenia grający w drugiej i trzeciej linii młyna, reprezentant Australii. Trzykrotny triumfator Super Rugby (dwa razy z Brumbies i raz z Queensland Reds), zwycięzca francuskiej Top 14 (ze Stade Français), zdobywca Pucharu Trzech Narodów w 2011 oraz brązowego medalu na Pucharze Świata w 2011.

## Kariera

### Fidżi, Nowa Zelandia i Australia (1998–2006)
Urodzony na Fidżi zawodnik karierę rozpoczął w klubach w swoim rodzinnym mieście, występował w narodowej reprezentacji U-19, jednak nie został powołany do kadry U-21. Otrzymał zaproszenie do występów w drużynie U-21 nowozelandzkiego Counties Manukau, a w 1998 roku przeniósł się do Australii, gdzie grał w lokalnym klubie Tuggeranong Vikings i powiązanym z nim Canberra Vikings będących filiami grającej w Super Rugby drużyny Brumbies reprezentującej Australijskie Terytorium Stołeczne. Z Canberra Vikings w latach 2001–2003 zwyciężał w Queensland Premier Rugby.
W roku 2000 dostał się również do głównego składu Brumbies, których barw bronił do 2006 roku, zdobywając w tym czasie dwukrotnie mistrzostwo Super 12 w latach 2001 i 2004. Dzięki swojej wszechstronności swój debiut w rozgrywkach przeciw Reds rozpoczęty w formacji młyna zakończył w roli skrzydłowego. Ciągłe kontuzje spowodowały, że zaliczył tylko cztery występy w pierwszych czterech sezonach, lecz od 2004 roku został graczem wyjściowej piętnastki, gdy zaś nie mieścił się w pierwszym składzie, występował w zespole rezerw Brumbie Runners. W 2001 roku zagrał przeciw British and Irish Lions. W 2004 roku podpisał dwuletni kontrakt z Newcastle Falcons, który zerwał miesiąc później po otrzymaniu powołania do australijskiej kadry.

### Reprezentacja (2004)
W 2003 roku nie zyskał uznania u ówczesnego trenera kadry Fidżi, Maca McCalliona, i nie został powołany do drużyny udającej się na Puchar Świata w Rugby 2003. Jednak po mistrzowskim sezonie Super Rugby 2004, w którym wystąpił we wszystkich meczach swojej drużyny, zarówno nowy trener reprezentacji Fidżi, Wayne Pivac, jak i selekcjoner Wallabies powołali go do swoich reprezentacji. Wybranie przez Samo australijskich barw wzbudziło sprzeciw Fidżyjczyków, którzy wystosowali nawet oficjalny protest do IRB, która orzekła, że wybór reprezentacji jest w gestii zawodnika, bowiem zgodnie z regulacjami IRB może on grać dla któregokolwiek z tych dwóch krajów. Ostatecznie jednak Radike Samo zadebiutował w drużynie Wallabies 13 czerwca 2004 roku w wygranym meczu ze Szkocją. Do końca roku zagrał jeszcze w pięciu innych meczach, jedynie w ostatnim, również przeciwko Szkocji, 20 listopada 2004 wchodząc z ławki rezerwowych. 17 listopada uczestniczył także w meczu Australii A przeciw French Barbarians zdobywając wówczas przyłożenie, sezon reprezentacyjny zakończył zaś występem w barwach Barbarian F.C. przeciwko All Blacks.

### Francja i Japonia (2006–2010)
W 2006 roku mając problemy z dostaniem się do podstawowego składu Brumbies oraz będąc pominiętym przy powołaniach do reprezentacji Australii Samo postanowił kontynuować karierę w Europie. Latem 2006 podpisał dwuletni kontrakt z Stade Français odrzucając ofertę drużyny Cardiff Blues. Już po sześciu minutach od debiutu zdobył swoje pierwsze przyłożenie w lidze francuskiej, kończąc sezon również przyłożeniem w wygranym finale rozgrywek. Trapiony kontuzjami, po roku spędzonym we Francji, przeniósł się w 2007 roku do drugoligowego wówczas japońskiego klubu Yokogawa Musashino Atlastars, któremu pomógł w awansie do najwyższej klasy rozgrywek. Drużyna grała w Top League tylko przez jeden sezon, a po spadku Samo rozegrał dla niej jeszcze jeden rok. W kolejnym sezonie właściciele drużyny postanowili bowiem przekształcić klub w amatorski, pozostawiając Samo bez kontraktu. Chcąc zostać w Japonii bez powodzenia prowadził rozmowy z innymi klubami. Po krótkim pobycie na Fidżi powrócił zatem do Australii.

### Australia i Japonia (2010–)
Po kilku odmowach z klubów Super Rugby, wypominających mu zaawansowany wiek, tuszę i brak szybkości, w kwietniu 2010 roku zaczął grać w lokalnym klubie z Sydney – Southern Districts – w rozgrywkach Shute Shield. Rozważał wówczas również ofertę z francuskiego SU Agen. Wobec kontuzji zawodników drugiej linii młyna (m.in. Jamesa Horwilla) trener Queensland Reds, Ewen McKenzie, zdecydował się zatrudnić Samo na pozostałe mecze sezonu 2010. Swoją postawą w ostatnich dwóch meczach Super Rugby zapewnił sobie kontrakt na następny sezon. W sezonie 2011 Samo stał się podstawowym wiązaczem młyna drużyny z Queensland, która zwyciężyła w rozgrywkach Super Rugby, pokonując w finale siedmiokrotnych mistrzów, nowozelandzkich Crusaders. Dla Samo był to już trzeci tytuł tych rozgrywek, a szefowie Reds już w połowie sezonu zaproponowali mu przedłużenie kontraktu o dwa lata. Również w 2011 roku związał się z lokalnym klubem GPS Rugby, w którego meczach brał udział w miarę możliwości.
Już nie tak udany sezon 2012 przerywała mu dodatkowo kontuzja ramienia. Również w kolejnym, po kontuzji kolana, nieczęsto pojawiał się na boisku. W czerwcu 2013 roku ponownie stanął przeciw British and Irish Lions.
W lutym 2013 roku ogłosił, iż po zakończeniu sezonu Super Rugby przeniesie się do Japonii do klubu Kintetsu Liners. W pierwszym sezonie wystąpił w piętnastu spotkaniach zaliczając sześć przyłożeń, rok później w szesnastu meczach zdobył trzy przyłożenia. W połowie stycznia 2015 roku postanowił po raz ostatni zmierzyć się z rozgrywkami Super Rugby – tym razem w zespole Melbourne Rebels.

### Reprezentacja (2011–2012)
Niedługo po zakończeniu rozgrywek Super Rugby Samo otrzymał, pierwszy raz od siedmiu lat, powołanie do reprezentacji. Jako najstarszy australijski gracz w historii Pucharu Trzech Narodów wystąpił w dwóch meczach tego turnieju, przeciwko RPA jako rezerwowy i przeciwko Nowej Zelandii w podstawowym składzie. W tym ostatnim zdobył swoje pierwsze w reprezentacyjnej karierze przyłożenie, a Australia wygrywając mecz zwyciężyła w całym turnieju pierwszy raz od dziesięciu lat. Pięć punktów zdobyte w meczu z All Blacks dało zawodnikowi nagrody dla przyłożenia roku podczas ceremonii wręczania wyróżnień australijskiego rugby oraz na gali IRB Awards. Dobra forma zapewniła Samo miejsce w ogłoszonym 18 sierpnia składzie reprezentacji na Puchar Świata w Rugby 2011. Zagrał we wszystkich meczach swojej drużyny – w pierwszych dwóch wystąpił w pierwszym składzie, w trzecim natomiast jako rezerwowy. W związku z kontuzjami czterech graczy ataku, 28 września 2011 rugby sztab szkoleniowy Wallabies ogłosił, że czwarty mecz, z Rosją, Samo rozpocznie jako skrzydłowy – na pozycji, na jakiej grał na początku kariery. Ćwierćfinał i półfinał zagrał już w wyjściowym składzie na swojej nominalnej pozycji, zaś w wygranym meczu o trzecie miejsce z ławki rezerwowych.
Pod koniec 2011 roku Australijczycy udali się na minitournée do Europy, gdzie zagrali dwa mecze – z Barbarian F.C. oraz Walią. Samo zagrał w obu meczach, w wysoko wygranym meczu z Barbarians zdobywając jedno z przyłożeń.
W 2012 roku ominęły go czerwcowe testmecze, jednak niespodziewanie otrzymał powołanie do kadry na The Rugby Championship 2012, podczas którego wystąpił we wszystkich spotkaniach, będąc jednak w założeniu Robbiego Deansa zawodnikiem wchodzącym z ławki rezerwowych pod koniec spotkania, podobnie do roli w klubie. W takim charakterze wystąpił w obu meczach Bledisloe Cup, do podstawowej piętnastki powrócił przeciw Springboks pozostając w niej do końca rozgrywek. Udał się również na kończącą sezon reprezentacyjny wyprawę do Europy, podczas której zagrał jedynie przeciw Francuzom.

## Życie prywatne
- Żonaty z Kerrie, dwójka dzieci: syn (Rusiate) i córka (Olivia)[2][37].
- Jego młodszy brat, Ravuama Samo, sześciokrotnie wystąpił w testmeczach reprezentacji Fidżi[103].
- Jego kuzynem jest skrzydłowy All Blacks, Joe Rokocoko[2].